# Martinice (ort i Tjeckien, Zlín)
Martinice är en ort i Tjeckien.   Den ligger i regionen Zlín, i den östra delen av landet, 250 km öster om huvudstaden Prag. Martinice ligger 243 meter över havet och antalet invånare är 658.
Terrängen runt Martinice är platt åt sydväst, men åt nordost är den kuperad. Runt Martinice är det tätbefolkat, med 659 invånare per kvadratkilometer. Närmaste större samhälle är Zlín, 10,6 km sydost om Martinice. Trakten runt Martinice består till största delen av jordbruksmark.